# Maria Fortes
Maria Carolina Manuel Fiel Maria Fortes é uma política angolana. Filiada ao Movimento Popular de Libertação de Angola (MPLA), é deputada de Angola pelo Círculo Eleitoral Nacional desde 28 de setembro de 2017.